# Atletica leggera ai XVII Giochi del Mediterraneo - 800 metri piani femminili
Le gare di atletica leggera nella categoria 800 metri piani femminili si sono tenute il 29 giugno 2013 al Nevin Yanıt Atletizm Kompleksi di Mersin.

## Calendario
Fuso orario EET (UTC+3).
| Data      | Ora   | Turno  |
| --------- | ----- | ------ |
| 29 giugno | 19:45 | Finale |

## Risultati
Le 6 atlete partecipanti disputano direttamente la finale.

### Finale
| Pos. | Atleta         | Nazionalità | Tempo   | Corsia | Note |
| ---- | -------------- | ----------- | ------- | ------ | ---- |
|      | Malika Akkaoui | Marocco     | 2'00"72 | 4      |      |
|      | Siham Hilali   | Marocco     | 2'00"79 | 7      |      |
|      | Tuğba Koyuncu  | Turchia     | 2'01"74 | 5      |      |
| 4    | Luiza Gega     | Albania     | 2'01"96 | 3      |      |
| 5    | Marta Milani   | Italia      | 2'04"01 | 6      |      |
| 6    | Elif Karabulut | Turchia     | 2'08"58 | 8      |      |